# 斯朗根堡城堡

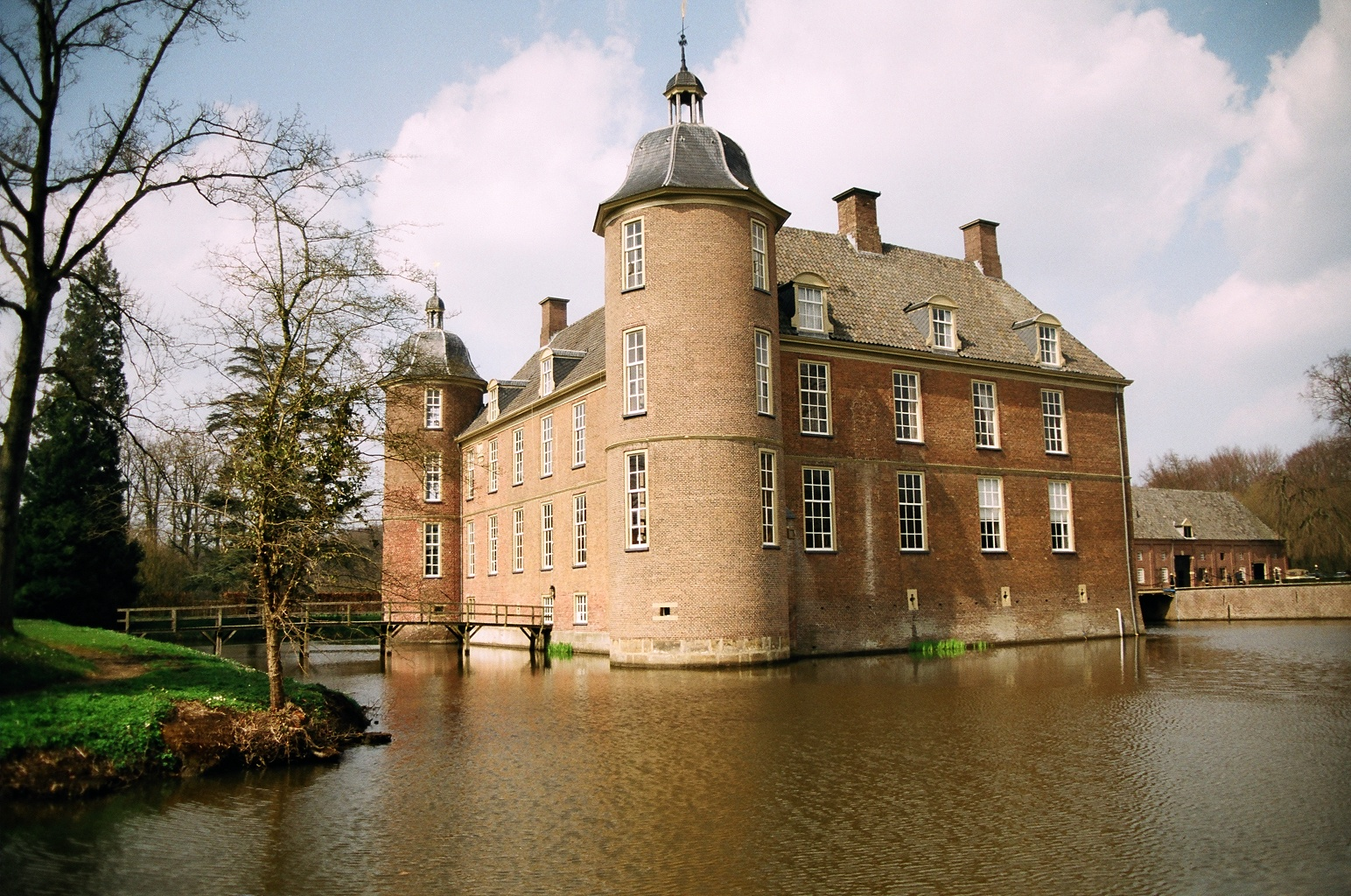
斯朗根堡城堡

斯朗根堡城堡（荷蘭語：Kasteel Slangenburg）是荷蘭吉德蘭省城市杜廷赫姆的一座城堡建築。這座城堡修建於中世紀後期。這座城堡原本由德國人所有，但二戰之後因荷蘭國內全部德國所有的財產被荷蘭政府沒收，城堡也被荷蘭沒收。現在這座城堡被附近的本篤會修道院用作賓館。

## 外部連結
- 维基共享资源上的相關多媒體資源：Slangenburg Castle
- Slangenburg Castle: official website （页面存档备份，存于） （荷兰文）
- Friends of Slangenburg Castle website （页面存档备份，存于） （荷兰文）